# Dolní Přím (zámek)
Barokní zámek Dolní Přím se nachází v centru stejnojmenné obce Dolní Přím cca 10 km západně od Hradce Králové.

## Historie
Už v době první písemné zmínky o obci, zvané tehdy Přín, zde bylo vladické sídlo. Zprávy o výstavbě tvrze na místě současného zámku jsou z roku 1547, kdy ji dal vybudovat Jan starší Holec z Nemočic. Roku 1677 tvrz s celým panstvím odkázal bezdětný rytíř Rudolf z Vinoře hradeckým jezuitům. Ti zde v letech 1681–1714 a za účasti italského architekta Carla Antonia Luraga vybudovali barokní zámek sloužící nejen správě panství, ale také jako venkovská jezuitská rezidence. Po zrušení řádu roku 1773 se majitelé střídali. V letech 1842–1843 dal František Riedl zámek přestavět. Za prusko-rakouské války roku 1866 zde byl umístěn lazaret. Roku 1879 zámek a panství koupil hrabě Jan Harrach. Harrachům patřil až do roku 1945, kdy jim byl celý rozsáhlý majetek včetně nedalekého zámku Hrádek u Nechanic na základě Benešových dekretů zabaven. Poté zámek užívala a dodnes užívá obec Dolní Přím. V nedávné době byl opraven a kromě bytového využití slouží také jako sídlo obecního úřadu. V rekonstruované kapli jsou pořádány koncerty vážné hudby a jiné kulturní akce.
V současné době na zámku sídlí obecní úřad a místní knihovna, která slouží i jako zasedací místnost místního zastupitelstva.

## Popis
Barokní zámek tvoří patrová budova z jejíž rozlehlé střední části vybíhá dvojice symetrických bočních křídel tvořících náznak čestného dvora. Na zámek z východu bezprostředně navazuje rozsáhlý hospodářský dvůr a částečně jej obklopují zbytky parku. Zde se dochovaly též relikty příkopu někdejší tvrze. V levém bočním křídle je v přízemí dochován pozoruhodný, dnes rekonstruovaný prostor kaple zaklenutý dvěma poli klášterní klenby se štukovou výzdobou.

## Stavební proměny
Původně byl zámek řešen jako vznosná, kompletně jednopatrová budova. Po zrušení řádu sloužil zámek především správě panství a byl mnohokrát utilitárně upravován. V letech 1842 – 1843 došlo snížením stropů prvního patra všech křídel zámku k vybudování patra druhého. V roce 1885 došlo k odstranění druhého patra nad střední částí zámku. Při nedávné rekonstrukci došlo k obnově kaple, na jejímž místě byl před rekonstrukcí jeden z bytů.